# Parroquia de Winn
La parroquia de Winn (en inglés: Winn Parish), fundada en 1852, es una de las 64 parroquias del estado estadounidense de Luisiana. En el año 2000 tenía una población de 16.894 habitantes con una densidad poblacional de 7 personas por km². La sede de la parroquia es Winnfield.

## Geografía
Según la Oficina del Censo, la parroquia tiene un área total de 2478 km² (956,8 mi²), de la cual 2462 km² (950,6 mi²) es tierra y 17 km² (6,6 mi²) (0.67%) es agua.

### Parroquias adyacentes
- Parroquia de Jackson - norte
- Parroquia de Bienville - noroeste
- Parroquia de Caldwell - noreste
- Parroquia de La Salle - sureste
- Parroquia de Grant - sur
- Parroquia de Natchitoches - oeste

## Carreteras
- U.S. Highway 71
- U.S. Highway 84
- U.S. Highway 167
- Carretera Estatal de Luisiana 34
- Carretera Estatal de Luisiana 126
- Carretera Estatal de Luisiana 127
- Carretera Estatal de Luisiana 156
- Carretera Estatal de Luisiana 471
- Carretera Estatal de Luisiana 499
- Carretera Estatal de Luisiana 501
- Carretera Estatal de Luisiana 505
- Carretera Estatal de Luisiana 1228

## Demografía
En el 2000 la renta per cápita promedia de la parroquia era de $25,462, y el ingreso promedio para una familia era de $31,513. En 2000 los hombres tenían un ingreso per cápita de $29,094 versus $17,939 para las mujeres. El ingreso per cápita para la parroquia era de $11,794. Alrededor del 21.50% de la población estaba bajo el umbral de pobreza nacional.

## Ciudades y pueblos
| - Atlanta - Calvin - Dodson | - Sikes - Tullos (parcial) - Winnfield |

### Zonas no incorporadas
- Joyce
- Saint Maurice
- Tannehill